# Utah Mammoth
Gli Utah Mammoth sono una squadra della National Hockey League con sede a Salt Lake City, nello Utah, negli Stati Uniti d'America. Il loro esordio è avvenuto nella stagione NHL 2024-2025 con il nome di "Utah Hockey Club". Il 7 maggio 2025 il club ha assunto la denominazione attuale. La squadra gioca le partite casalinghe a Salt Lake City nel Delta Center, casa degli Utah Jazz della National Basketball Association (NBA), con l'intento di rimodellare l'arena per renderla più adatta a entrambe le franchigie.

## Storia
Il 18 aprile 2024 l'NHL Board of Governors approvò la nascità di una franchigia della lega a Salt Lake City, posseduta dall'imprenditore e proprietario dei Jazz Ryan Smith. Al posto di un expansion draft, per formare la nuova squadra, Utah acquisì gli asset della franchigia degli Arizona Coyotes, che sospese le sue operazioni nello stesso periodo. La squadra disputerà la sua prima stagione nel 2024–25 senza un nome, mascotte o colori ufficiali, con l'identità completa che verrà sviluppata in tempo per il 2025–26. Il nome, i colori e le maglie per la stagione inaugurale sono stati rivelati il 13 giugno 2024.

## Numeri ritirati
- 99: è stato ritirato per tutta la NHL in onore di Wayne Gretzky.[8]